# IC 280
IC 280 — галактика типу *Grp (велика група зірок) у сузір'ї Персей.
Цей об'єкт міститься в оригінальній редакції індексного каталогу.